# きみおたまこ
きみおたまこ（1972年11月5日 - ）は、日本の女性漫画家。主に成人向け作品を執筆する。高知県出身。血液型はA型。フランス書院発行の『COMICパピポ』に1995年頃から連載があり、同社より単行本を出版している。パピポ休刊後の2008年より『COMIC RIN』（茜新社）に隔月掲載。「RIN」が休刊した後は、同社の『Juicy』で2013年1月の創刊号より2017年2月の最終号まで毎号掲載していた。同社の他の雑誌でも幾つか作品を掲載している。

## 人となり
娘を出産後に離婚、母が脳出血で急死（2001年5月9日）、独立のために実家を離れるなど家庭事情が安定していない。鬱病を患い精神科への通院や強制入院歴（2000年2月/たま通vol.1より）、右手右足の自傷について綴っており、母の死を目の当たりにしたことで、「死ぬなんて軽々しくつかっちゃいけないと痛感」とも綴られており、以後の自傷に対するブレーキとなった。自身が運営するサイトの裏サイトには過去に、自らの自傷画像や流血画像などが掲載されたことがある。その後は愛猫"かのこ"と生活しているとブログに綴っていたが、2009年9月に猫が他界。ハムスターの"蔵ちゅ"の飼育の後、うさぎと生活。

## 漫画家として
作風は、主線がハッキリとした柔らかで優しい絵調でありながら、ハードなSM描写、コミカルなストーリーを得意としている。自身でも「ラブラブあまあまなストーリーが好き」と発言しており、長編シリーズとなった「れんな」シリーズでは顕著にその傾向が表れている。
カラーイラストにおいては、コピックの滲ませによる淡い彩色方法を得意とする。
1998年頃にパソコンを導入し、1999年頃よりアナログ執筆と並行してパソコンによるCG執筆を手掛け、FD/CD-Rメディアによる同人作品の頒布やカラープリンタによるプリンタ本（いわゆるコピー本の同人誌）発行、ホームページ開設、GIFアニメーション作成を手がけてきた経緯がある。
かなり早い時期からCG彩色を取り入れており、近年ではペイントツールsai を使用していると自身のブログに綴っている。
画風が精神状態に左右されることがあり、商業誌連載においても安定しないことがあった。自ら鬱病や自傷を公言し、同人誌「たま通Vol.1」で闘病生活や、私生活SM暴露本を綴ったこともある。理解ある読者には恵まれる一方で、あまりの壮絶さに読者を絶句させる内容で、「娘を持つ母として私生活SM本を出すことについて」読者から咎められたことについて自身の考えと反省を語ることもあった（同人誌「好き。ごめんね？」20Pより）。
同人サークル「楽園天国」で同人イベントなどに参加していたが、2005年頃以降は参加していなかったが2015年にサークル「うさてん」でC88とC89で同人誌を発行している。
1990年代のカプコンの格闘対戦ゲームヴァンパイアシリーズのレイレイに傾倒し、数多く同人誌を出している。登場キャラクターの服装にPINK HOUSE調のカントリー服が描かれることがある。また、自らの原画を読者に直接販売していたほか、カラープリントで出力した手製コピー同人誌、便箋、キーホルダー、ラミネートカードなどを頒布していた。

## 周囲との人間関係
- 家族：娘一人、妹一人、父と亡くなった母、愛猫、離婚した夫
- 友人：連載誌、同人関連のつながりが多い。

お茶好きを知った読者から同人誌イベントで差し入れられたルピシアの紅茶を気に入り日記に綴ったことから、他の読者もルピシアや様々な紅茶やチャイ、茶器などを差し入れ、ティーライフが充実したとされ過去のブログに記述が見られた。他にも、合同誌を描いていた人や友人・読者がある日あるイベント以降に来なくなったり続きものの合同誌が予告無く自然消滅するということから何らかのトラブルがあったとは思われるが、その原因が本人から語られることもないため明確には不明である。
自らの描いたキャラクターのコスプレを熱心な女性読者がしてサークルを訪問した際、非常に喜び、周囲にいた読者も「伝説のコスプレイヤー」として語り継いでいる。
夫は、1996年頃から別居しており、その理由を「育児、家事を手伝ってくれない上に暴力があり、原稿も破られる。本人と娘が具合の悪い時でも出かけて行っちゃう。家に8万円しか入れないので生活が出来なくて執筆を始めたのに「お前が好きでやってんだー」と言われる」と同人誌「好き。ごめんね？」で綴っている。
しかしながら離婚届に判を押しつつも提出できなかった理由に娘が「お父さん好き。」と言うことと、夫もまた「娘が好き」ということから、「本人の気持ちで2人を離れさせられなかった」とも綴られており妻として母としての苦悩が窺い知れる。後に正式に離婚した（ブログの投稿より）

## 趣味嗜好
- ルピシア（旧レピシエ）の紅茶や茶器を読者が差し入れたことから、紅茶嗜好がある。
- PINK HOUSEなどのフェミニンな服装や、アジアン系な服装を好み、同人誌即売会やドール系イベントなどで着ている姿がよく見られた。
- ドールパーティのイベント参加歴があり、ドール趣味がある。
- 自他共に認める触手好きで発行同人誌「SUKI」（32P）でも触手に対するフェチを語り描写も多い。
- 漫画家の飛四子Nの勧めによりプレイステーション版どこでもいっしょ、こねこもいっしょにハマり、飛四子N発行の同人誌に原稿を寄稿をしている。
- 喫煙者。
- 小麦粉やバターを使った料理を得意とし、辛い味付けやアボカドを好む。
- 本人の弁（2007年2月2日）によれば「仕事が忙しくなると料理逃避が酷くなる」。
- 愛猫「かのこ」がいたが、2013年現在はうさぎの多頭飼いをしている。

## 参加同人誌即売会
- コミックマーケット
- コミックレヴォリューション
- ドールズパーティー
- サンシャインクリエイション

## 作品リスト

### 発行同人誌
- 1995年7月1日 LOVE/楽園天国発行（オリジナル）
- 1996年6月2日 SUKI/楽園天国発行（1996/09/16再版）
- 1996年12月20日 まめ/楽園天国発行
- 1996年12月20日 要くんとゆかいな仲間たち/楽園天国発行
- 1996年12月29日 あなたのために生きる人形II/楽園天国発行（オリジナル）
- 1997年1月30日 HUNI×2/楽園天国発行
- 1997年2月23日 すきすき/楽園天国発行
- 1997年5月25日 KINUSAYA/楽園天国発行 (ヴァンパイア)
- 1997年6月8日 晴れの日ばかり/楽園天国発行 (猫耳メイド・ゲスト本)
- 1997年8月17日 インセンス・エッセンス/楽園天国発行（後藤羽矢子合同誌）
- 1997年8月17日 千客万来 楽園天国発行（じゃんぽっ合同誌）
- 1997年11月22日 曙/楽園天国発行 (ヴァンパイア・レイレイ)
- 1997年12月29日 AZUKI/楽園天国発行 (ヴァンパイアセイバー)
- 1997年12月29日 楽天/楽園天国発行
- 1998年5月10日 好き。ごめんね？/楽園天国発行
- 1998年8月16日 AZUKI(2）/楽園天国発行 （VANPIRE SAVIOR　　1998/9/15 第2版）
- 1998年8月16日 楽天 SECOND/楽園天国発行
- 1999年5月5日 愛のカタチ?/楽園天国発行 (大人の動物園なイラスト集/B5 36p)
- 1999年11月3日 PURENESS/楽園天国発行 (CG集)
- 1999年12月26日 御主人様と私/楽園天国発行（ゲスト多数　アニマル娘メイド）
- 2000年2月13日 精神科の歩きかた/サナトリウム・ウサギ発行（ゲストとして寄稿）
- 2000年5月16日 楽天/楽園天国発行
- 2000年8月4日 古今東西!!うちの子がいちばん どこでもいっしょリプレイBOOK4/ひよこ・N・スペシャル発行（ゲストとして寄稿）
- 2000年8月4日 夏コミ壁紙集 /楽園天国発行 (フロッピーディスク)
- 2000年8月13日 泳ぎにいこう/楽園天国発行
- 2000年8月13日 触手と遊ぼう/楽園天国発行
- 2000年8月13日 心の楔/楽園天国発行
- 2000年12月30日 ARCADIA /楽園天国発行 (アニマルメイドSM 萱原ゆう合同誌)
- 2000年12月30日 RING ORIGINAL STORY Vol.1/Capacty ZERO発行 (狂合同誌)
- 2001年2月18日 触手まみれ/楽園天国発行 (触手)
- 2001年8月12日 たま通vol.1/楽園天国発行
- 2001年8月12日 RING ORIGINAL STORY Vol.2/Capacty ZERO発行 (狂合同誌)
- 2001年8月13日 たまひよ/楽園天国発行 (飛四子・N合同誌/ヴァンパイア)
- 2001年12月**日 Rimix CG collection LAVENDER/萱原ゆうCG集vol.3（ゲストとして寄稿）
- 2002年5月5日 CAROL Vol.1/楽園天国発行
- 2002年5月12日 LOVERS/楽園天国発行
- 2002年8月11日 ちよ。/楽園天国発行 (ちょびっツ）
- 2002年8月**日 ORI-ON/萱原ゆうCG集（ゲストとして寄稿 ちょびっツ）
- 2002年10月6日 LOVERS Vol.2/楽園天国発行 (バイキンマンと美人ロールパンナの擬人化アンパンマン本)
- 2002年10月20日 EROTIC ZOOGRAPHY OPTIONAL/楽園天国発行 ( 飛四子・N EIMY合同誌/ネコ耳)
- 2002年12月30日 LOVERS vol.3/楽園天国発行
- 2003年4月29日 USANEKO GARDEN/楽園天国発行 (CD-R CG集)
- 2003年8月17日 LOVERS vol.4/楽園天国発行
- 2003年9月13日 ちゅき/楽園天国発行（CD-Rによるデジタル漫画、JPEG/PSDイラストを収録）
- 2003年12月30日 DEAREST/楽園天国発行 (リネージュ)
- 2004年8月15日 らぐにゃろく/楽園天国発行 (ラグナロクオンライン)
- 2004年12月30日 ぽわぽわ/楽園天国発行 （CD-R CG集 ラグナロクオンライン）
- 2004年12月30日 SERVICE FOR YOU/楽園天国発行 （ラグナロクオンライン）
- 2005年8月14日 君の隣がぼくの場所/楽園天国発行 （ラグナロクオンライン）
- 2015年8月16日 うじゅらうじゅら(人工触手編)/うさてん発行 （オリジナル/触手）
- 2015年12月31日 うじゅらうじゅら(生体触手編)/うさてん発行 （オリジナル/触手）
- 2016年8月14日 貴方が望むなら私は/うさてん発行（オリジナル/18禁/B5 36p）

### 単行本
- 1995年10月発売 『楽園天国LOVE×100』 フランス書院〈Xコミックス〉、ISBN 4-8296-7752-X
- 1997年4月発売 『夜に降りる天使』 フランス書院〈Xコミックス〉、ISBN 4-8296-7776-7
- 1998年4月 『千夜伝説』 フランス書院〈Xコミックス〉、ISBN 4-8296-7789-9
- 1999年12月発売 『眠りつづけるお姫様』 フランス書院〈Xコミックス〉、ISBN 4-8296-7815-1
- 2002年8月5日 『真夜中のうさぎたち』 フランス書院〈Xコミックス〉、ISBN 4-8296-7846-1
- 2006年5月29日 『私と主人の空』 フランス書院〈Xコミックス〉、ISBN 4-8296-7891-7
- 2010年1月9日（2009年12月26日発売[1]） 『ボクとキミのヒメゴト』 茜新社〈TENMACOMICS RIN〉、ISBN 978-4-86349-124-3
- 2011年10月28日発売[2] 『誰にも秘密な恋ゴコロ』 茜新社〈TENMACOMICS RIN〉、ISBN 978-4-86349-251-6
- 2014年11月28日発売[3] 『いつでも君を、想ってる』 茜新社〈TENMA COMICS〉、ISBN 978-4-86349-466-4
- 2017年2月25日発売[4] 『キミとふわとろ』 茜新社〈TENMACOMICS JC〉、ISBN 978-4-86349-611-8

### デジタルコミック
- 2017年5月25日 『掃除ロッカーに女子と閉じ込められた！…さあどうする？』 （スクリーモ〈MENSスクリーモ〉 / 成年向け）
- 2018年6月1日 『延長したから挿入れていいよね？～JKリフレで同級生と初エッチ！』 （モバイルメディアリサーチ〈エロマンガ島〉 / Amazon Kindle版）
- 2019年5月24日 『「気持ちイイとこ…そんなに舐めるなっ」ヤンキー娘の寝込みを襲ったら、実は処女！』 （モバイルメディアリサーチ〈エロマンガ島〉 / Amazon Kindle版）
- 2021年1月29日 『エロい声…聞こえてますよ？ 壁の薄すぎる社員寮でSEX研修』 （モバイルメディアリサーチ〈エロマンガ島〉 / Amazon Kindle版）
- 2021年4月23日 『大事なところグリグリしないでぇ…！パンツが擦れてヤラシイ刺激。奥まで食い込む即イキSEX』 （モバイルメディアリサーチ〈エロマンガ島〉 / Amazon Kindle版）

### 単行本未収録作品
- COMICパピポ（フランス書院）
  - 砂漠のプリンセス（1995年8月号）
  - ゴールドフィッシュを探せっ!（1995年11月号）
  - ガラスの森（1999年4月号）
  - 「森と里」（1999年9月号）
  - 貴方のために生きる人形（1999年12月号）
  - 「れんな&あきら」シリーズ 新婚編 
    - ひとりぼっちの夜は…（2000年1月号）
    - おめでたう（2000年3月号）
    - シフォンケーキ（2000年12月号）
    - さうらもち（2002年6月号）

  - 「大人の動物園でいこう」シリーズ
    - たゆたゆ（2000年2月号）
    - こんなのもあり♥（2000年5月号）
    - メーリークリスマス（2001年1月号）
    - プレゼント（2001年2月号）
    - 心の奥で光るモノ（2002年8月号）

  - おそうじ♥（2000年8月号）
  - 夢の住人（2000年9、10月号）
  - Promese（2002年9月号）
  - 致死量の誘惑（2002年11月号）
  - 手作りの愛情（2002年12月号）
  - 神々の詩（2003年1、4月号）
  - 虹色の想い（2006年7、9月号）
  - キミとボクのセカイ（2006年10月号）
  - アナタとワタシのセカイ（2006年12月号）
  - ニィとワタシのセカイ（2007年2月号）
  - ニィとボクのセカイ（2007年3月号）
  - つかの間の夢の誘い（2007年5月号）
  - 夢と願いと祈りと愛と（2007年9月号）
  - 涙と傷みと哀しみと孤独（2007年12月号）
- COMIC RIN（茜新社）
  - 放課後授業（2010年2月号）[5] → DMM.R18電子書籍で単話配信
  - 春うらら（2010年4月号）[5] → DMM.R18電子書籍で単話配信
  - 新婚さんの事情（2010年6月号）[5] → DMM.R18電子書籍で単話配信
  - 知りたいお年頃（2010年8月号）[5] → DMM.R18電子書籍で単話配信
  - 新妻なイモウト（2010年10, 12月号）[5] → DMM.R18電子書籍で単話配信
  - ぎゅってして♥（2011年2月号）[6] → DMM.R18電子書籍で単話配信
  - みんな一緒ネ（2011年4月号）[6] → DMM.R18電子書籍で単話配信
  - Hなことしたいです（2011年6月号）[6] → DMM.R18電子書籍で単話配信
  - 調教しますヨ（2011年8月号）[6]
  - はんぶんこ♥（2011年10月号）[6]
  - やさしいキス（2011年12月号）[6]
  - 一緒にダイエット♥（2012年3月号）[7]
  - 甘い誘惑♥（2012年4月号）[7]
- Girls forM（茜新社）
  - かわいい弟をエネマでイケるヘンタイに調教するよー。（Vol.1 2012年5月）[8]
- COMIC天魔（茜新社）
  - 彼女の気持ち俺の気持ち（2013年1月号）[9]
  - 2人でいればきっとシアワセｖ (2014年2月号)